# Христо Велчев
Христо Иванов Велчев е български офицер, генерал-майор, участник в Балканската (1912 – 1913) и Междусъюзническата война (1913), командир на батарея от 5-и артилерийски полк през Първата световна война (1915 – 1918).

## Биография
Христо Бояджиев е роден на 7 август 1892 г. в Елена, Княжество България. През 1912 го завършва Военното на Негово Княжеско Височество училище и 2 август 1912 г. е произведен в чин подпоручик. Взема участие в Балканската (1912 – 1913) и Междусъюзническата война (1913). След войните на 2 август 1914 г. е произведен в чин поручик.
През Първата световна война (1915 – 1918) поручик Христо Велчев е командир на батарея от 5-и артилерийски полк в състава на 4-та артилерийска бригада от 4-та пехотна преславска дивизия, за която служба „за бойни отличия и заслуги във войната“ през 1918 г. е награден с Военен орден „За храброст“, IV степен, 1 клас, която награда е потвърдена със заповед № 355 от 1921 г. по Министерството на войната. На 20 юли 1917 г. е произведен в чин капитан.
През учебната 1922/1923 година капитан Христо Велчев следва химия в Софийския университет.
Служи във Бургаския укрепен пункт, а от 1924 г. е на служба в 3-то артилерийско отделение, като същата година е преместен на служба във Видинския укрепен пункт. На 1 февруари 1927 г. е произведен в чин майор. През 1927 г. завършва инженерна химия във Висшето техническо училище в Берлин, на 5 декември същата година е подполковник, от същата година служи във Държавната военна фабрика, а от 18 юли 1934 г. в чин полковник. От 4 януари 1936 до 29 ноември 1939 г. е ръководител на Държавната военна фабрика.
През 1939 г. полковник Велчев служи като началник на канцелария в Министерството на войната, същата година на 21 ноември е произведен в чин генерал-майор и уволнен от служба.

## Семейство
Генерал-майор Христо Велчев е женен и има 1 дете.

## Военни звания
- Подпоручик (2 август 1912)
- Поручик (2 август 1914)
- Капитан (20 юли 1917)
- Майор (1 февруари 1927)
- Подполковник (5 декември 1927)
- Полковник (18 юли 1934)
- Генерал-майор (21 ноември 1939)

## Награди
- Военен орден „За храброст“, IV степен, 1 клас (1918/1921)

## Образование
- Военно на Негово Княжеско Височество училище (до 1912)
- Софийски университет (1921 – 1922)
- Висше техническо училище в Берлин (до 1927)